# Fördraget i London (1604)

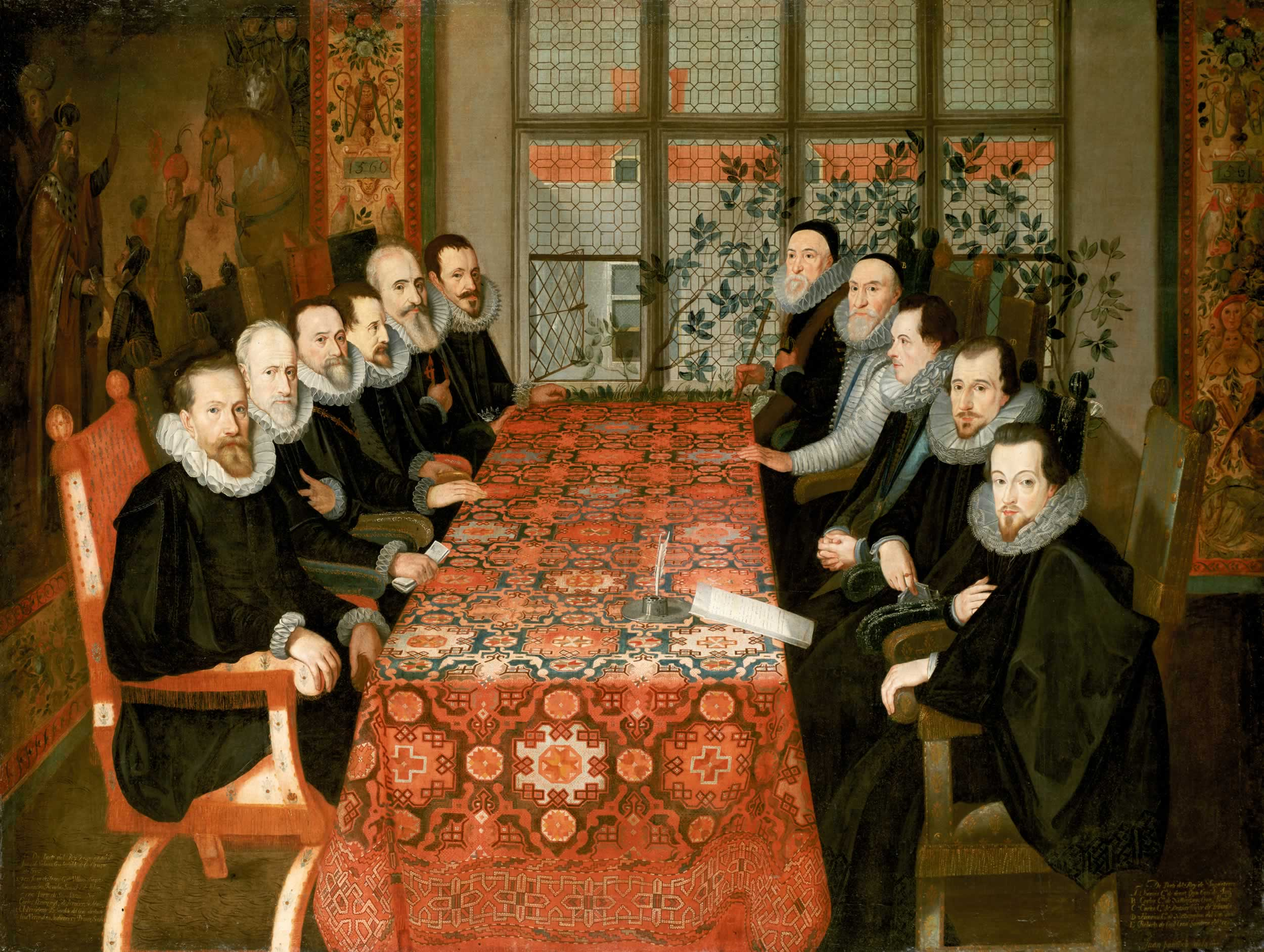
Representanterna vid Somerset House konferensen den 19 augusti 1604. De spanska delegaterna ses till vänster, de engelska till höger: earl Thomas Sackville,(nära fönstret, Lord Treasurer), Charles Howard, som var Lord High Admiral, earl Charles Blount, Henry Howard som var Lord Warden of the Cinque Ports, och Robert Cecil närmast, som var Secretary of State, och Jakob I:s främsta minister.
Juan Fernández de Velasco, 5:e hertig av Frías, (nära fönstret, mitt emot Thomas Sackville), Juan de Tassis y Acuña, 1:e greve av Villamediana, Alessandro Robido från Milano och den flamländske Charles de Ligne, 2:e furste av Arenberg, Jean Richardot och Louis Vereyken från Bryssel närmast betraktaren. Oljemålning, 2445 x 3075 mm, National Maritime Museum i London. Antagligen utförd av den spanske målarenJuan Pantoja de la Cruz, (1553-1608) som ingick i kretsen kring Peter Paul Rubens.

Londonfördraget undertecknades den 18 augusti (enligt den gamla stilen, 28 augusti enligt den nya) år 1604. Fördraget undertecknades av kungen av Spanien den 5 juni, och av kung Jakob I av England den 19 augusti. Detta satte punkt för det nitton år gamla engelsk-spanska kriget. Förhandlingarna ägde rum på Somerset House, och kallas därför ibland Somerset House-konferensen.
När Elisabet I av England avlidit dröjde det inte länge förrän hennes efterträdare kung Jakob försökte få fram en lösning på den långa, utdragna och kostsamma konflikten. Filip III av Spanien, som också "ärvt" kriget av sin företrädare, Filip II av Spanien, välkomnade initiativet och befallde att man skulle inleda de svåra förhandlingar som sedan följde.
Det engelsk-spanska kriget mellan 1585 och 1604 hade varit en komplicerad konflikt som lett till ett krig som gick ibland den enes vägar men lika plötsligt vände krigslyckan och den andra parten hade framgångar. Denna konflikt hade också kopplingar till andra religionskonflikter i Europa under denna tid, till exempel 80-års kriget i Nederländerna och Nioårskriget på Irland. De villkor man slutligen kom överens om gynnade i första hand Spanien, då de innebar att engelskt stöd till protestanterna i Nederländerna måste upphöra. Detta stöd hade varit ett av villkoren i det år 1585 slutna Nonsuchfördraget. England förband sig också att upphöra med sina attacker mot den spanska sjöfarten. Spanien å sin sida fick skriva under på att ge upp sina försök att återföra England till den katolska kyrkan. Efter att Londonfördraget undertecknats varade freden mellan England och Spanien fram till år 1625.

## Den engelska delegationen
- Robert Cecil, 1:e earl av Salisbury (1563-1612), Secretary of State
- Charles Blount, 1:e earl av Devonshire (1563-1606), militär
- Thomas Sackville, 1:e earl av Dorset (1536-1608), Poet och Lord Treasurer.
- Henry Howard, 1:e earl av Northampton (1540-1614), Lord Warden of the Cinque Ports.
- Charles Howard, 1:e earl av Nottingham (1536-1624), Lord High Admiral.

## Habsburgs-delegationen
Den spanska delegationen
- Juan Fernández de Velasco, 5:e hertig av Frías, guvernör av Kastilien.
- Juan de Tassis y Acuña, 1:e greve av Villamediana.
- Alessandro Robida, senator från Milano.

Delegationen från de Habsburgska Nederländerna
- Charles de Ligne, prins av Arenberg,
- Jean Richardot, President för kronrådet i Bryssel.
- Louis Vereyken, ämbetsman från Bryssel.